# Lichtingerstraße 21 (München)

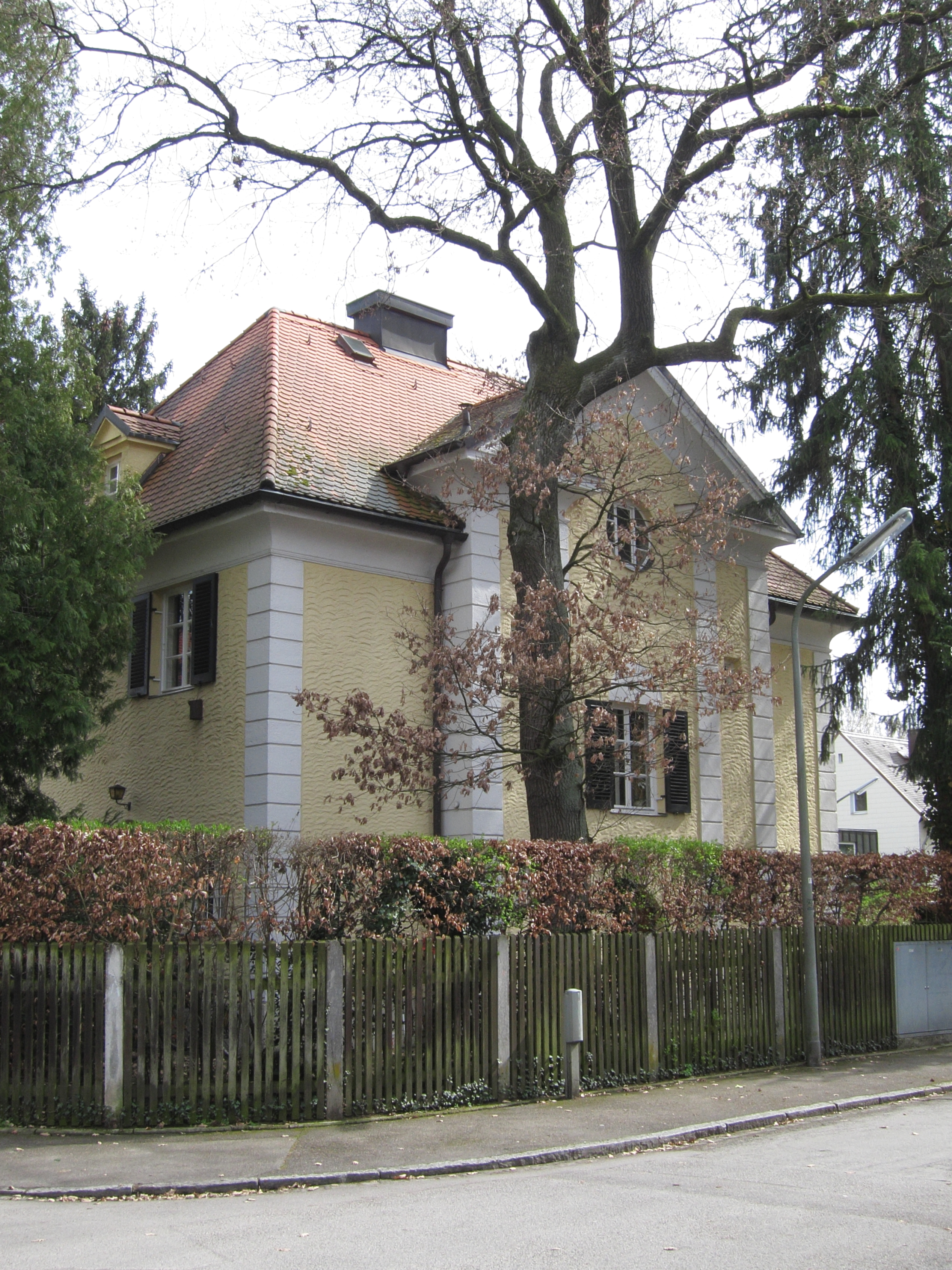
Haus Lichtingerstraße 21 im Stadtteil Pasing von München

Das Gebäude Lichtingerstraße 21 im Stadtteil Pasing der bayerischen Landeshauptstadt München wurde 1922 errichtet. Die Villa an der Ecke zur Wilhelm-Hey-Straße, die nach Plänen der Architekten Oskar Delisle (1873–1944) und Bernhard Ingwersen erbaut wurde, ist ein geschütztes Baudenkmal.
Der klassizisierende Walmdachbau, der zur Waldkolonie Pasing gehört, besitzt einen Giebelrisalit und eine breit durchfensterte Gartenfront.